# Episodi di The Best of the Post
La prima e unica stagione della serie televisiva The Best of the Post è andata in onda negli Stati Uniti dal 22 ottobre 1960 al 29 aprile 1961 in syndication.
| nº | Titolo originale                   | Prima TV USA     |
| -- | ---------------------------------- | ---------------- |
| 1  | Command                            | 22 ottobre 1960  |
| 2  | Cop Without a Badge                | 5 novembre 1960  |
| 3  | The Little Terror                  | 12 novembre 1960 |
| 4  | The Marriage That Couldn't Succeed | 19 novembre 1960 |
| 5  | The Murderer                       | 7 dicembre 1960  |
| 6  | Suicide Flight                     | 14 dicembre 1960 |
| 7  | Treasury Agent                     | 21 dicembre 1960 |
| 8  | The Vision of Harry Whipple        | 24 dicembre 1960 |
| 9  | Early Americana                    | 31 dicembre 1960 |
| 10 | Carnival of Fear                   | 7 gennaio 1961   |
| 11 | Frontier Correspondent             | 14 gennaio 1961  |
| 12 | The Baron Loved His Wife           | 21 gennaio 1961  |
| 13 | Band of Brothers                   | 28 gennaio 1961  |
| 14 | The Trumpet Man                    | 4 febbraio 1961  |
| 15 | No Visitors                        | 11 febbraio 1961 |
| 16 | Martha                             | 18 febbraio 1961 |
| 17 | No Enemy                           | 25 febbraio 1961 |
| 18 | Brief Enchantment                  | 4 marzo 1961     |
| 19 | The Valley of the Blue Mountain    | 11 marzo 1961    |
| 20 | Antidote for Hatred                | 18 marzo 1961    |
| 21 | Six Months More to Live            | 25 marzo 1961    |
| 22 | Off the Set                        | 1º aprile 1961   |
| 23 | Groper in the Dark                 | 8 aprile 1961    |
| 24 | I'm No Hero                        | 15 aprile 1961   |
| 25 | The Thompsons of Thunder Ridge     | 22 aprile 1961   |
| 26 | The Return                         | 29 aprile 1961   |

## Command
- Prima televisiva: 22 ottobre 1960

### Trama
- Guest star: Ben Cooper (tenente Flint Cohill), Louis Jean Heydt (sergente Utterbach), Everett Sloane (capitano Brittles)

## Cop Without a Badge
- Prima televisiva: 5 novembre 1960

### Trama
- Guest star: Bobby Driscoll, Kathleen Mulqueen (Emily), Lawrence Dobkin (Barasco), Ted de Corsia (Hurlock), Pat O'Brien (Mike)

## The Little Terror
- Prima televisiva: 12 novembre 1960

### Trama
- Guest star: Joe Conley (Elevator Boy), Herb Vigran (conducente del treno), Charles Ruggles (Grampa Baker), Marcia Henderson (Mrs. Baker - Mother), Patty Ann Gerrity (Nancy Baker), Robert Quarry (Fred Baker), Robert Carson (dottore Joe Holt), Butch Bernard (Charles), Babe London (acquirente)

## The Marriage That Couldn't Succeed
- Prima televisiva: 19 novembre 1960

### Trama
- Guest star: K.L. Smith, George Selk, Marjorie Bennett, Joe Brown Jr., Ann Doran (Edna), Brian G. Hutton (Griff), June Lockhart, Speer Martin, Maudie Prickett, Frank Richards, Henry Rowland, Rhys Williams (Ben)

## The Murderer
- Prima televisiva: 7 dicembre 1960

### Trama
- Guest star: Alan Lee (George), Phyllis Coates (Mollie), Kathleen Case (Lilybelle), Stephen McNally, Don Megowan (Clyde)

## Suicide Flight
- Prima televisiva: 14 dicembre 1960

### Trama
- Guest star: Don DeFore, Nancy Hadley (Louise), Edward Platt (Fogarty), Karl Swenson (Turner)

## Treasury Agent
- Prima televisiva: 21 dicembre 1960

### Trama
- Guest star: Joseph Mell (Louis 'Lepke' Buchalter), Michael Higgins (Kearns), Richard Arlen (Corben), Bek Nelson (Mrs. Kearns)

## The Vision of Harry Whipple
- Prima televisiva: 24 dicembre 1960

### Trama
- Guest star: Robert Shayne, Maida Severn, Alan Lee, Maurice Manson (Fishbacher), Richard Collier, Larrian Gillespie, Jimmy Hughes, Sally Hughes, Henry Jones (Henry Whipple), Rose Barbato, Joan Camden (Katy), Vernon Rich, Gabrielle Upton (Miss Weyland)

## Early Americana
- Prima televisiva: 31 dicembre 1960

### Trama
- Guest star: Sidney Blackmer (John), Maureen Cassidy (Cathy), Claude Jarman Jr., Douglas Spencer (reverendo Fuller)

## Carnival of Fear
- Prima televisiva: 7 gennaio 1961

### Trama
- Guest star: Madge Kennedy (Mrs. Bedenbaugh), Francis Lederer (Siegfrid), Violet Rensing (Maria)

## Frontier Correspondent
- Prima televisiva: 14 gennaio 1961

### Trama
- Guest star: Martin Landau (James), Joseph V. Perry, Sandra Giles, Mark Allen, Jerome Cowan (Horace Greeley), Burt Douglas, Hampton Fancher, Karl Swenson (Skipper)

## The Baron Loved His Wife
- Prima televisiva: 21 gennaio 1961

### Trama
- Guest star: Edward Ashley (Burridge), Ingrid Goude (Elena), Peter Lorre (Baron)

## Band of Brothers
- Prima televisiva: 28 gennaio 1961

### Trama
- Guest star: Joe Quinn (lavoratore), Grant Richards (Hank Johnson), John Agar (tenente Larry Bronsford), Nancy Gates (Nicky Graham), Paul Fix (capitano Yountly), Tige Andrews (C.P.O. Jacobsen), Patrick Waltz (Tom), Jay Douglas (Biff), Jack Hogan (Young Officer), Donald Kerr (Civilian Worker), Anthony Ray (Electrician), Wilson Wood (Enlisted Man)

## The Trumpet Man
- Prima televisiva: 4 febbraio 1961

### Trama
- Guest star: Barbara Lawrence (Susan), Buddy Ebsen, Harry James (se stesso), Stanley Adams (Griffin), Jesse White (Benny)

## No Visitors
- Prima televisiva: 11 febbraio 1961

### Trama
- Guest star: Myron Cook (Visitor), Julie Bennett (Rosalie Blagden), Don Taylor (John Blagden), Marie Windsor (infermiera Simmons), Donald Curtis (dottor Pete Dennis), Wally Brown (Charlie Fentriss), Mary Alan Hokanson (Visitor)

## Martha
- Prima televisiva: 18 febbraio 1961

### Trama
- Guest star: Kay Stewart (Miss Williams), Gary Hunley (Charlie), Jackie Coogan (Sid), Beverly Washburn (Martha)

## No Enemy
- Prima televisiva: 25 febbraio 1961

### Trama
- Guest star: Morgan Jones (Root), Henry Hull (Quimbey), Burt Douglas, Jack Grinnage (Kendall), Susan Oliver (Cecilia)

## Brief Enchantment
- Prima televisiva: 4 marzo 1961

### Trama
- Guest star: Doris Lloyd (Jane), David Frankham (Tony), Norma Eberhardt (Nancy), Lee Philips, Philip Tonge (colonnello)

## The Valley of the Blue Mountain
- Prima televisiva: 11 marzo 1961

### Trama
- Guest star: Sandy Descher (figlia), Bonita Granville (vedova), Kim Spalding (Son)

## Antidote for Hatred
- Prima televisiva: 18 marzo 1961

### Trama
- Guest star: Steve Hammer (Charley), Gage Clarke (Kimball), Beulah Bondi (Miss Newton), Miko Oscard (Josef)

## Six Months More to Live
- Prima televisiva: 25 marzo 1961

### Trama
- Guest star: Charles Coburn, Melville Cooper (Merryweather), Jennifer Raine (Mabel)

## Off the Set
- Prima televisiva: 1º aprile 1961

### Trama
- Guest star: Vincent Price (Roger Bauer), Madge Meredith (Mrs. Bauer), Cheryl Callaway (Trudy Bauer), Ross Elliott (Barry), Regis Toomey (Matson)

## Groper in the Dark
- Prima televisiva: 8 aprile 1961

### Trama
- Guest star: Dorothy Green (Janet), John Hoyt, Louise Fletcher, Herbert Anderson, Eleanor Audley (Mrs. Hill), Walter Burke, Cameron Prud'Homme (Witzel)

## I'm No Hero
- Prima televisiva: 15 aprile 1961

### Trama
- Guest star: Brad Trumbull (Al), Dan O'Herlihy (dottore), Diane Brewster (Ellen), Frank Gerstle (Steve), Joan Vohs (Arla)

## The Thompsons of Thunder Ridge
- Prima televisiva: 22 aprile 1961

### Trama
- Guest star: Jay C. Flippen (zio Hank), Charlotte Greenwood (zia Martha), Charles Herbert (Tommy)

## The Return
- Prima televisiva: 29 aprile 1961

### Trama
- Guest star: Scott Forbes (Kennedy), Valerie French, Dan O'Herlihy (Pomfret)